# Список губернаторів штату Нью-Йорк

Печатка Губернатора штату Нью-Йорк.

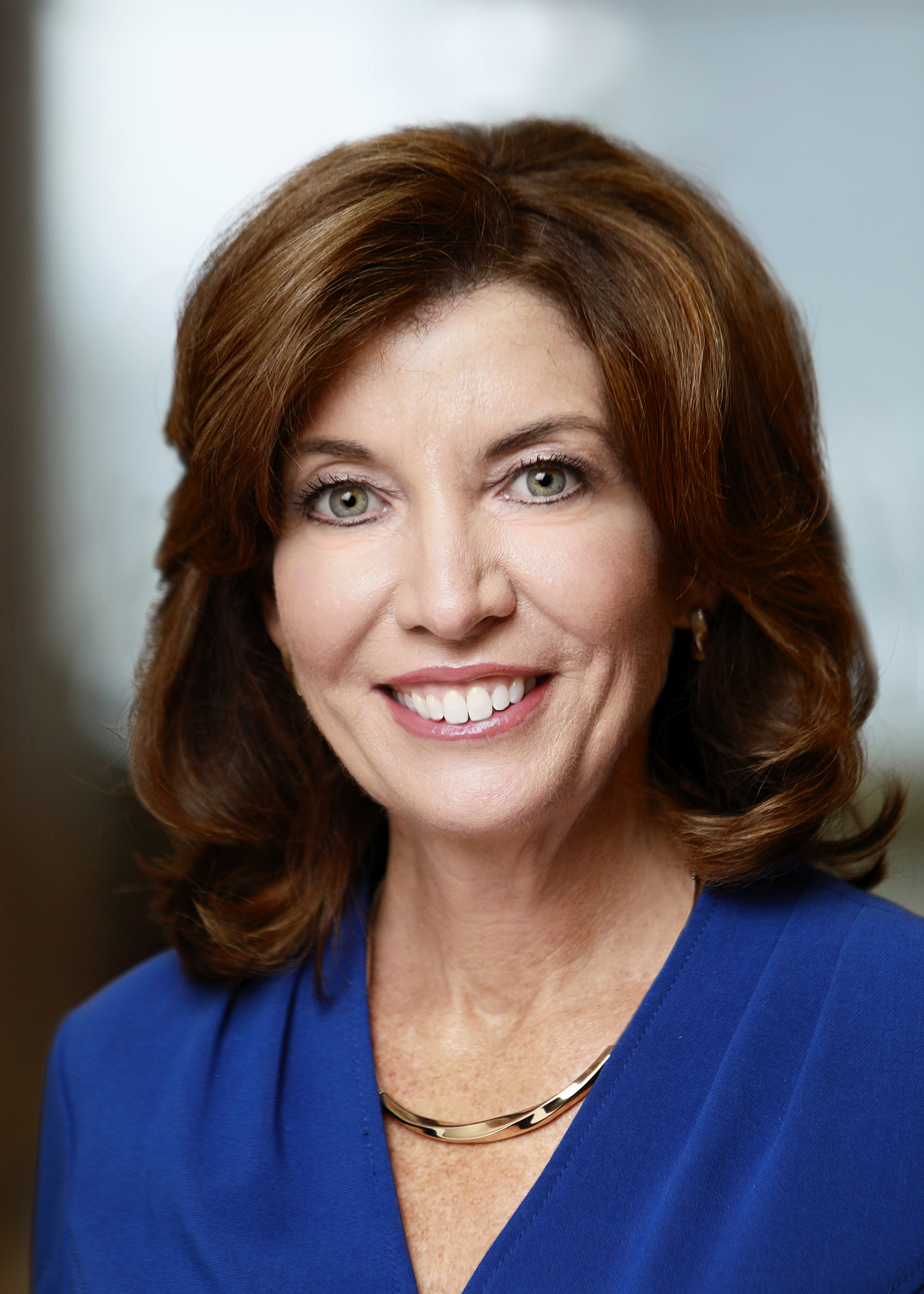
Кеті Гокул, 53-й чинний губернатор штату Нью-Йорк

Губернатор штату Нью-Йорк — головна посадова особа штату Нью-Йорк і глава виконавчої гілки державної влади, а також головнокомандувач військово-морських сил штату. Губернатор зобов'язаний забезпечувати дотримання державних законів, схвалювати або забороняти дію законів, прийнятих під час Законодавчих зборів штату Нью-Йорк. До його обов'язків входить також розгляд питання про помилування, за винятком випадків державної зради та імпічменту.
57 осіб обіймали посаду губернаторів штату Нью-Йорк, четверо з яких відбували непослідовні терміни, а 2021 року пост вперше зайняла жінка. Цей список включає і одного виконувача обов'язків губернатора: віцегубернатора, який обійняв посаду після відставки губернатора, відповідно до Конституції 1777 року. До цього списку, проте, не входять особи, які обіймали цю посаду, коли губернатор перебував поза штатом, наприклад, губернатор лейтенант Тімоті Л. Вудруф під час віцепрезидентської кампанії Теодора Рузвельта 1900 року або виконувач обов'язків спікера Державної асамблеї штату Нью-Йорк Мойсей М. Вайнштейн, який працював губернатором протягом 10 днів 1968 року, поки губернатор, віцегубернатор і губернатор більшості в сенаті були поза штатом, відвідуючи Республіканську національну конвенцію в Маямі.
Десять губернаторів були головними претендентами на пост президента, з них четверо: Мартін ван Бюрен, Гровер Клівленд, Теодор Рузвельт і Франклін Рузвельт) — виграли ці вибори. Шестеро колишніх губернаторів Нью-Йорку стали віцепрезидентами. Мартін ван Бюрен та Теодор Рузвельт обіймали дві посади. Крім того, два губернатора, Джон Джей і Чарльз Еванс Г'юз обіймали посаду головного судді Сполучених Штатів. Джон Джей став головним суддею 1795 року, коли і був обраний губернатором, а Чарльз Еванс Г'юз отримав цю посаду 1930 року, через два десятиліття після своєї відставки.
Губернатором із найдовшим терміном правління був Джордж Клінтон, який вперше вступив на посаду 30 липня 1777 року та відбув сім термінів у два різні періоди, провівши на посаді трохи менше 21 року, з них 18 років поспіль. Чарльз Полетті відбув найкоротший термін, всього 29 днів після відставки попереднього губернатора Герберта Х. Лемана 1942 року. Нині губернатором є демократка Кеті Гокул, яка обійняла посаду після того, як попередній губернатор Ендрю Куомо подав у відставку, а до того обіймала посаду віцегубернатора штату.

## Губернатори штату
Нью-Йорк був однією з первісних тринадцяти колоній на східному узбережжі Північної Америки, і отримав звання штату 26 липня 1788 року. До оголошення своєї незалежності Нью-Йорк був колонією Королівства Великої Британії, яке зі свого боку отримало її від голландців — минулу колонію Нових Нідерландів; див. списки колоніальних губернаторів та генеральних директорів Нових Нідерландів за період до державності.
Посада була заснована 1777 року відповідно до Конституції Нового-Йорку. Спершу вибори мали проводитись кожні три роки, проте в конституції не вказувався конкретний термін її дії. Закон 1787 року встановив початок терміну дії посади на 1 липня. Конституційна конвенція штату Нью-Йорк 1821 року внесла деякі зміни до конституції штату, тим самим скоротивши термін повноважень до двох років, перемістивши дату виборів на місяць листопад та змістивши початок і кінець терміну дії посадовця аби та співпадала з календарним роком. Поправка 1874 року знову ж продовжила термін дії повноважень до трьох років, але конституція 1894 року знову скоротила його до двох років. Найновіша конституція Нью-Йорку 1938 року продовжила цей термін до нинішніх чотирьох років. Не існує обмеження кількості послідовних термінів, які може відбувати губернатор.
| №  | Фото | Губернатор             | Партія | Партія                              | Початок каденції    | Кінець каденції     | Рік виборів                   | Віцегубернатор | Віцегубернатор                                                                      |
| -- | ---- | ---------------------- | ------ | ----------------------------------- | ------------------- | ------------------- | ----------------------------- | -------------- | ----------------------------------------------------------------------------------- |
| 1  |      | Джордж Клінтон         |        | Демократично-республіканська партія | 30 липня 1777 рік   | 30 червня 1795 рік  | 1777 1780 1783 1786 1789 1792 |                | П'єр Ван Кортландт                                                                  |
| 2  |      | Джон Джей              |        | Федералістська партія               | 1 липня 1795 рік    | 30 червня 1801 рік  | 1795 1798                     |                | Стівен Ван Ренсселер                                                                |
| 1  |      | Джордж Клінтон         |        | Демократично-республіканська партія | 1 липня 1801 рік    | 30 червня 1804 рік  | 1801                          |                | Джеремая Ван Ренсселер                                                              |
| 3  |      | Морган Льюїс           |        | Демократично-республіканська партія | 1 липня 1804 рік    | 30 червня 1807 рік  | 1807 1810 1813                |                | Джон Брум                                                                           |
| 4  |      | Деніел Томпкінс        |        | Демократично-республіканська партія | 1 липня 1807 рік    | 24 лютого 1817 рік  | 1807 1810 1813                |                | Джон Брум (помер 8.08.1810) Джон Тейлер (з 29.01.1811) Девітт Клінтон (з 2.05.1811) |
| 5  |      | Джон Тейлер            |        | Демократично-республіканська партія | 24 лютого 1817 рік  | 30 червня 1817 рік  | 1816                          |                | Філетус Свіфт                                                                       |
| 6  |      | Девітт Клінтон         |        | Демократично-республіканська партія | 1 липня 1817 рік    | 31 грудня 1822 рік  | 1817 1820                     |                | Джон Тейлер                                                                         |
| 7  |      | Джозеф Крістофер Йейтс |        | Демократично-республіканська партія | 1 січня 1823 рік    | 31 грудня 1824 рік  | 1822                          |                | Ерастус Рут                                                                         |
| 6  |      | Девітт Клінтон         |        | Демократично-республіканська партія | 1 січня 1825 рік    | 11 лютого 1828 рік  | 1824                          |                | Джеймс Талмадж-молодший                                                             |
| 8  |      | Натаніель Пітчер       |        | Демократично-республіканська партія | 11 лютого 1828 рік  | 31 грудня 1828 рік  | 1826                          |                | Пітер Роберт Лівінгстон Чарльз Даян (з 17.10.1828)                                  |
| 9  |      | Мартін ван Бюрен       |        | Демократична партія США             | 1 січня 1829 рік    | 12 березня 1829 рік | 1828                          |                | Енос Томпсон Труп                                                                   |
| 10 |      | Енос Томпсон Труп      |        | Демократична партія США             | 12 березня 1829 рік | 31 грудня 1832 рік  | 1828 1830                     |                | Чарльз Стеббінс Вільям Моррісон Олівер Едвард Філіп Лівінгстон                      |
| 11 |      | Вільям Лернд Марсі     |        | Демократична партія США             | 1 січня 1833        | 31 грудня 1838 рік  | 1832 1834 1836                |                | Джон Трейсі                                                                         |
| 12 |      | Вільям Генрі Сьюард    |        | Партія вігів (США)                  | 1 січня 1839 рік    | 31 грудня 1842 рік  | 1838 1840                     |                | Лютер Брадіш                                                                        |
| 13 |      | Вільям Крістіан Бук    |        | Демократична партія США             | 1 січня 1843        | 31 грудня 1844 рік  | 1842                          |                | Деніел Стівенс Дікінсон                                                             |
| 14 |      | Силас Райт Молодший    |        | Демократична партія США             | 1 січня 1845        | 31 грудня 1846 рік  | 1844                          |                | Аддісон Гардінер                                                                    |
| 15 |      | Джон Янг               |        | Партія вігів (США)                  | 1 січня 1847 рік    | 31 грудня 1848 рік  | 1846                          |                | Альберт Лестерг Гамільтон Фіш                                                       |
| 16 |      | Гамільтон Фіш          |        | Партія вігів (США)                  | 1 січня 1849 рік    | 31 грудня 1850 рік  | 1848                          |                | Джордж Вашингтон Паттерсон                                                          |
| 17 |      | Вашингтон Хант         |        | Партія вігів (США)                  | 1 січня 1851 рік    | 31 грудня 1852 рік  | 1850                          |                | Санфорд Еліас Чарч                                                                  |
| 18 |      | Гораціо Сеймур         |        | Демократична партія США             | 1 січня 1853        | 31 грудня 1854 рік  | 1852                          |                | Санфорд Еліас Чарч                                                                  |
| 19 |      | Джон Елсоп Кінг        |        | Республіканська партія США          | 1 січня 1857 рік    | 31 грудня 1858 рік  | 1856                          |                | Генрі Роджерс Селден                                                                |
| 20 |      | Едвін Денісон Морган   |        | Республіканська партія США          | 1 січня 1859 рік    | 31 грудня 1862 рік  | 1858 1860                     |                | Роберт Кемпбелл                                                                     |

## Інші високі посади
Це таблиця конгресних та інших федеральних відомств та рейтинг дипломатичних посад в зарубіжних країнах, які обіймали губернатори Нью-Йорку. Усі згадані представники та сенатори представляли Нью-Йорк.
| Губернатор                      | Губернаторський термін | Конгрес США | Конгрес США | Інші посади | Джерело |
| Губернатор                      | Губернаторський термін | Палата      | Сенат       | Інші посади | Джерело |
| ------------------------------- | ---------------------- | ----------- | ----------- | --- | ------- |
| Джордж Клінтон                  | 1777–1795 1801–1804    |             |             | Континентальний конгрес, Віцепрезидент США                                                                                    | [ 14 ]  |
| Джон Джей                       | 1795-1801              |             |             | Президент Континентального конгресу, Секретар закордонних справ США, Міністр закордонних справ в Іспанії, Головний суддя США† | [ 15 ]  |
| Деніел Томпкінс                 | 1807-1817              | Палата      |             | Віцепрезидент США | [ 16 ]  |
| Девітт Клінтон                  | 1817-1822 1825-1828    |             | Сенат       | | [ 17 ]  |
| Натаніель Пітчер                | 1828                   | Палата      |             | | [ 18 ]  |
| Мартін ван Бюрен                | 1829                   |             | Сенат0†     | Державний секретар США*, Посол США у Великій Британії, Віцепрезидент США, Президент США                                       | [ 19 ]  |
| Енос Томпсон Труп               | 1829-1832              | Палата      |             | | [ 20 ]  |
| Вільям Лернд Марсі              | 1833-1838              |             | Сенат†      | Військовий міністр США, Державний секретар США                                                                                | [ 21 ]  |
| Вільям Генрі Сьюард             | 1839-1842              |             | Сенат       | Державний секретар США | [ 22 ]  |
| Силас Райт                      | 1845-1846              | Палата      | Сенат†      | | [ 23 ]  |
| Джон Янг                        | 1847-1848              | Палата      |             | | [ 24 ]  |
| Гамільтон Фіш                   | 1849-1850              | Палата      | Сенат       | Державний секретар США | [ 25 ]  |
| Вашингтон Хант                  | 1851-1852              | Палата      |             | | [ 26 ]  |
| Джон Алсоп Кінг                 | 1857-1858              | Палата      |             | | [ 27 ]  |
| Едвін Денісон Морган            | 1859-1862              |             | Сенат       | | [ 28 ]  |
| Рейбен Ітон Фентон              | 1865-1868              | Палата†     | Сенат       | | [ 29 ]  |
| Джон Адамс Дікс                 | 1873-1874              |             | Сенат       | Посел США у Франції, Міністр фінансів США                                                                                     | [ 30 ]  |
| Гровер Клівленд                 | 1883-1885              |             |             | Президент США | [ 31 ]  |
| Девід Беннет Хіл                | 1885-1891              |             | Сенат       | | [ 32 ]  |
| Розуелл Петтібон Флавер         | 1892-1894              | Палата      |             | | [ 33 ]  |
| Леві Мортон                     | 1895-1896              | Палата      |             | Посел США у Франції, Віцепрезидент США                                                                                        | [ 34 ]  |
| Френк Свет Блек                 | 1897-1898              | Палата†     |             | | [ 35 ]  |
| Теодор Рузвельт                 | 1899-1900              |             |             | Віцепрезидент США, Президент США                                                                                              | [ 36 ]  |
| Бенджамін Баркер Оделл-молодший | 1901-1904              | Палата      |             | | [ 37 ]  |
| Charles Evans Hughes            | 1907–1910              |             |             | Державний секретар США, Асоційоване правосуддя Верховного Суду США*, Головний суддя США.                                      |         |
| Вільям Сульцер                  | 1913                   | Палата†     |             | | [ 38 ]  |
| Мартін Генрі Глін               | 1913-1914              | Палата      |             | | [ 39 ]  |
| Франклін Делано Рузвельт        | 1929-1932              |             |             | Президент США | [ 40 ]  |
| Герберт Генрі Леман             | 1933-1942              |             | Сенат       | | [ 41 ]  |
| Аверелл Гарріман                | 1955-1958              |             |             | Міністр торгівлі США, Посол США у Сполученому Королівстві, Посел США у Росії                                                  | [ 42 ]  |
| Нельсон Рокфеллер               | 1959-1973              |             |             | Віцепрезидент США | [ 43 ]  |
| Х'ю Кері                        | 1975-1982              | Палата†     |             | | [ 44 ]  |
| Ендрю Куомо                     | 2011-2021              |             |             | Міністр житлового будівництва і міського розвитку США                                                                         |         |
| Кеті Гокул                      | 2021-                  |             |             | |         |

## Живі колишні губернатори Нью-Йорку
Станом на серпень 2021 року є четверо живих колишніх губернаторів штату Нью-Йорк, найстарший із яких — Джордж Патакі (посаду обіймав з 1995 до 2006 року, народився 1945 року). Останнім губернатором, який помер (1 січня 2015 року), був Маріо Куомо (служив із 1983 до 1994 року, 1932 року народження).
| Губернатор     | Губернаторський термін | Дата народження (вік)     |
| -------------- | ---------------------- | ------------------------- |
| Джордж Патакі  | 1995–2006              | 24 червня 1945 (79 років) |
| Еліот Спітцер  | 2007–2008              | 10 червня 1959 (65 років) |
| Девід Патерсон | 2008–2010              | 20 травня 1954 (70 років) |
| Ендрю Куомо    | 2011–2021              | 6 грудня 1957 (67 років)  |